# Skynex
Skynex — 35-мм зенитная самоходная установка, разработанная и производящаяся немецкой компанией Rheinmetall. Была представлена в ноябре 2021 года.

## Характеристики
Skynex — это дальнейшее развитие системы Sky Guard, которая была продана в 60 стран.
Skynex представляет собой колесную зенитную самоходную установку, оборудованную нарезной автоматической пушкой Oerlikon Mk3 под снаряды 35-мм AHEAD. Комплекс установлен на военный грузовик Rheinmetall MAN с колесной базой 6х6. Основным назначением ЗСУ является прикрытие военных баз, объектов инфраструктуры, аэродромов от различного рода авиации противника, БПЛА и крылатых ракет.
Скорострельность орудия составляет 1000 выстрелов/минуту, также комплекс оснащен активным X-диапазонным радаром X-TAR3D с дальностью от 20 до 50 км для выявления и сопровождения целей. Имеется возможность подключать к комплексу дополнительное оборудование, такое как другие радары, сенсоры или до четырёх дополнительных дистанционно управляемых 35-мм пушек.

## Страны-эксплуатанты
Украина: генеральный директор Rheinmetall Армин Паппергер 28 февраля 2023 года сообщил, что системы Skyranger и Skynex были переданы Украине. В данный момент времени Украина — единственный эксплуатант этой системы.

## Эксплуатация и боевое применение
Используется украинской армией в ходе российского вторжения, в том числе, для борьбы с дронами «Герань-2»